# Ново-Явленка
Ново-Я́вленка (каз. Ново-Явленка) — село у складі Усть-Каменогорської міської адміністрації Східноказахстанської області Казахстану.
Населення — 872 особи (2009; 858 у 1999, 965 у 1989).
Національний склад станом на 1989 рік:
- росіяни — 71 %
- казахи — 22 %

Станом на 1989 рік село називалось Новоявленка.